# Коростелёва, Валентина Абрамовна
Валенти́на Абра́мовна Коростелёва (Сунцо́ва; род. 18 ноября 1942, Киров, РСФСР, СССР) — советская и российская поэтесса, прозаик. Член Союза писателей России,  Заслуженный работник культуры РФ.

## Биография
Валентина Абрамовна Коростелёва родилась 18 ноября 1942 года в Кирове. Отец её погиб в 1943-м под Киевом, мать воспитывала одна троих дочерей. 
После окончания вечерней школы работала на завод имени Лепсе, затем в многотиражных газетах. Училась в Кировском государственном педагогическом институте на спортфаке. Тренировалась у В. А. Чайкина, участвовала в соревнованиях по беговым конькам за сборную области. Была членом кировского литературного клуба при писательской организации. 
Валентина Абрамовна начала публиковаться в областной комсомольской газете в 1962 году. Окончила заочное отделение Литературного института им. А.М. Горького. 
В 1976 году в Волго-Вятском книжном издательстве вышел первый поэтический сборник «Мартовский снег», в 1977 году в издательстве «Современник» — книга стихов «Сине утречко» с предисловием Виктора Бокова.
Публиковалась в журнале «Наш современник», «Юность», «Молодая гвардия», «Москва», «Волга», «Подъём», «Север», «Берега», «Бийский Вестник», «Нижний Новгород», «Литературной газете» и др. Стихи передавались на радио (Всесоюзное, «Голос России», «Москва», «Подмосковье»).
С 1982 года живёт в Подмосковье. 
В Солнечногорске Валентина Абрамовна создала и пять лет руководила литературным клубом «Парнас». 
Валентина Абрамовна Коростелёва автор 22 книг поэзии и прозы.
В 2005 году в серии «Созвездие России» вышла книга «Свет Ярославны», посвящённая творчеству писательницы.
С 1996 года живёт и работает в Железнодорожном (ныне мкр. Балашихи) Московской области.

### Сборники, альманахи
- Встречи: Произведения кировских писателей. — Сост. В. В. Заболотский. — [В. Коростелёвва: C.130-132: «Сосновый бор…»; «Ты запой-ка песню, мама…»; Александра Фёдоровна; «Не зима сучит, не леший…»; Исуповская; «Хороша зима…» (Стихи)] — Киров: Волго-Вятское кн. изд-во, Кировское отд., 1978. — 247 с.; 15 000 экз.
- «Юность», 1980, №7, с.12, портр. — [Стихи]: «Соловей не скоро разошёлся…»; Мамины руки; «Ах, жизнь…»; «Улыбнись…».
- «Вятская поэзия XX века» — стихи, Киров, 2005.
- «День поэзии» — М., 2009, 2010, 2011.
- ПоZыVной – Победа! Антология современной патриотической поэзии. – М.: Вече: Союз писателей России, 2022. – 288 с.: ил.
- Вятка — родина русской романтики: Сборник поэтических произведений. — Под редакцией Митягиной Е. В. и Соколовой Ю. И. — Киров: Кировская областная типография, 2024. — 128 с.: ил. — ISBN 978-5-498-01080-9

## Цитаты
В стихах Валентины Коростелёвой привлекает меня чистота звучания поэтического голоса, доверие к жизни и надежда на будущее. Она немногословна и отбирает слова как камешки на берегу моря, в её поэтическую ладонь попадают только самые редкие. Поэтесса и о своём патриотизме может сказать неожиданно свежо и лирично.— Виктор Боков

Когда я думаю о Некрасове, то в женщине, которая и «коня на скаку остановит», и «в горящую избу войдёт», я нередко вижу Валентину Коростелёву, хотя человек она и хрупкий, и скромный, отнюдь не избалованный наградами за успехи в литературе.— Игорь Ляпин

## Премии
Лауреат Международных литературных конкурсов имени Андрея Платонова (2003), «Добрая лира», «Слово-2017», «Литературная Вена», литературных конкурсов имени Николая Рубцова «Звезда полей» (2004, Номинация «Проза»), Алексея Толстого, Антона Дельвига, Фёдора Тютчева, Андрея Белого, Николая Заболоцкого и Овидия Любовикова.
В 2024 году приняла участие в новом Всероссийском поэтическом конкурсе «Вятка — родина русской романтики», посвящённом 650-летию города Кирова и статусу города как новогодней столицы 2024/2025. Также в этом году в Москве вышла её книга «Россия, я слышу твои позывные!», в которой собраны стихи о России, её вчерашнем и сегодняшнем дне.